# Adamsachse

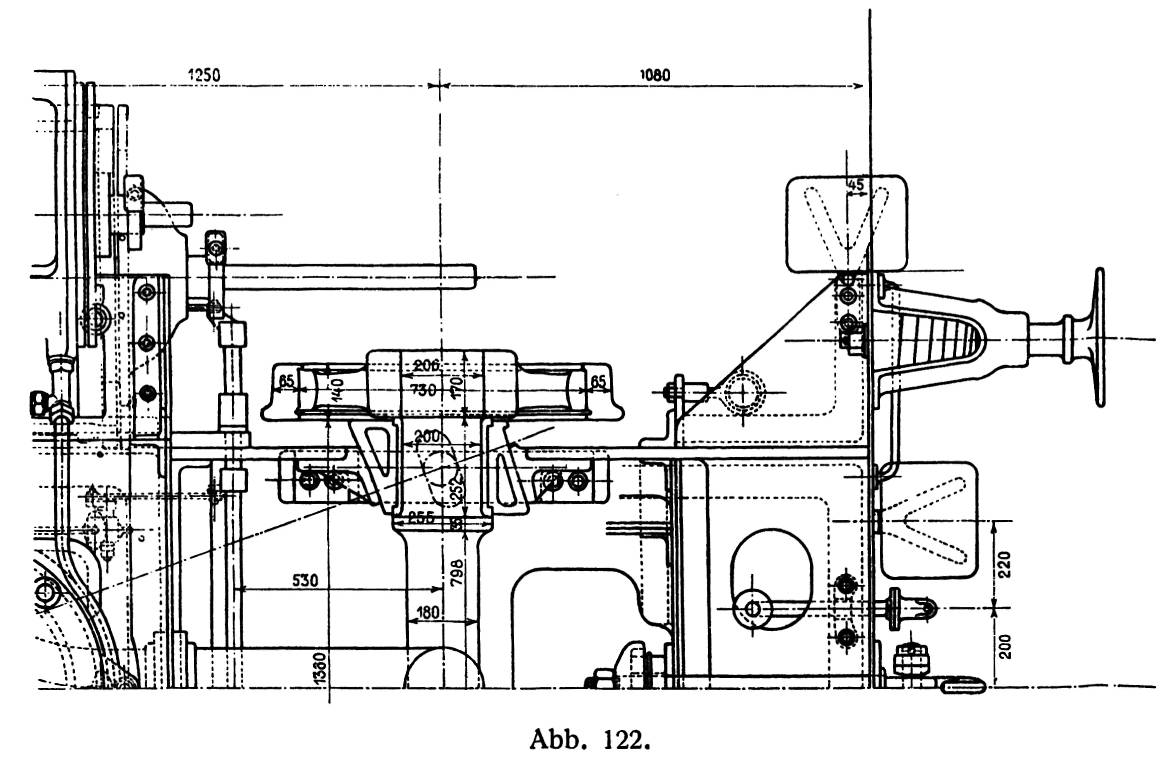
Konstruktionszeichnung der Adamsachse

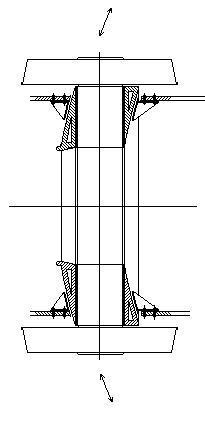
Schematische Darstellung der Adamsachse

Die Adamsachse ist eine seitlich bewegliche Laufachse in  Schienenfahrzeugen.
Sie wurde von William Bridges Adams erfunden und ihm 1865 patentiert. Wie eine Bisselachse bewegt sie sich nicht geradlinig, sondern schwenkt auf einem Bogen seitlich aus und stellt sich radial ein. Das Besondere ist, dass sie dabei nicht von einer Deichsel, sondern  in  zwei bogenförmigen Gleitbahnen geführt wird. Diese Gleitbahnen befinden sich zwischen den Gehäusen der Achslager und dem Fahrzeugrahmen. Der gemeinsame Mittelpunkt der Gleitbahnen befindet sich dort, wo die Deichsel der Bissel- oder einer ähnlichen Achse am Fahrzeugrahmen angelenkt ist. Durch den Verzicht auf eine Deichsel eignet sich die Adamsachse vor allem als Schleppachse von Schlepptenderlokomotiven, wo unter dem Aschkasten kein Platz für eine Deichsel ist. Sie wurden aber auch als Vorlaufachsen an nicht allzu schnellfahrenden Dampf- und frühen elektrischen Lokomotiven eingebaut.